# Ілляшенко Юрій Миколайович
Ю́рій Микола́йович Ілляше́нко — головний терапевт регіону, Військово-медичний клінічний центр Північного регіону, полковник медичної служби.

## З життєпису
З березня 2014 року до листопада 2018 року керував наданням терапевтичної допомоги ураженим і хворим із зони бойових дій. Протягом літа 2015 року був головним терапевтом штабу АТО на території Донецької та Луганської областей.
Звільнений з лав ЗСУ за станом здоров'я в листопаді 2018 року. Працює у Військово-медичному клінічному центрі Північного регіону.
З дружиною проживає у Харкові.

## Нагороди
За особисту мужність і героїзм, виявлені у захисті державного суверенітету та територіальної цілісності України, вірність військовій присязі під час бойових дій та при виконанні службових обов'язків, відзначений —
- 13 серпня 2015 року — почесним званням заслуженого лікаря України.